# 眼の気流
『眼の気流』（めのきりゅう）は、松本清張の短編小説。『オール讀物』1962年3月号に掲載、1963年10月に短編集『眼の気流』収録の表題作として、新潮社より刊行された。
1994年にテレビドラマ化されている。

## あらすじ
恵那のタクシードライバー・末永庄一は、温泉旅館で、30歳過ぎの肉感的な女と20代後半の痩せぎすの男を乗せた。しかし、2人の客は後部座席で戯れながら、田舎の運転手を露骨に侮蔑する態度を示し、末永の胸に腹立たしい感情が湧く。その後、東京へ出てドライバー稼業を続ける末永の車に、あの時の因縁の女が、今度は初老の男性を伴って乗車した。興味を持った末永は女の周辺を探り始めたが…。

## エピソード
- 本作の速記を務めた福岡隆は「松本さんから頼まれて近所の釣堀へ取材に行ったことがある」と述べている[1]。

## テレビドラマ
「松本清張ドラマスペシャル・眼の気流」。1994年9月15日（21:02-22:54）、テレビ東京系列にて、テレビ東京開局30周年記念ドラマとして放映。サブタイトル「タクシードライバーは見た!!恐るべき計画殺人の罠」。視聴率17.3％（ビデオリサーチ調べ、関東地区）。
キャスト
- 末永庄一:的場浩司
- 小川圭造:二谷英明
- 澄江:佳那晃子
- 宇津美:大澄賢也
- 佐藤B作
- 遠藤憲一
- 水城蘭子
- 円谷浩
- 一柳みる
- 佐々木勝彦
- 江藤漢斉
- 藤生聖子
- 斉藤暁

スタッフ
- 脚本：大薮郁子
- 演出：木下亮
- プロデューサー：大野晴雄
- 制作：C.A.L、テレビ東京、霧企画